# Deafheaven / Bosse-de-Nage
Deafheaven / Bosse-de-Nage é um split EP entre as bandas de black metal da região da Baía de São Francisco, nos Estados Unidos, Deafheaven e Bosse-de-Nage. O álbum foi lançado no formato LP pela gravadora The Flenser em 20 de novembro de 2012. O Deafheaven contribuiu com um cover das músicas "Punk Rock" e "Cody", da banda de post-rock Mogwai, originalmente lançadas no álbum Come On Die Young de 1999. Já o Bosse-de-Nage contribuiu com a composição original "A Mimesis of Purpose".

## Recepção da crítica
| Críticas profissionais | Críticas profissionais |
| Avaliações da crítica  | Avaliações da crítica  |
| Fonte                  | Avaliação              |
| ---------------------- | ---------------------- |
| Decibel                | (8/10)                 |
| Exclaim!               | (9/10)                 |

Mark Wilson, da Exclaim!, afirmou que, com o cover do Mogwai, "o Deafheaven continuou a expandir os limites e borrar as linhas entre black metal, post-rock, shoegaze e drone." Ele também escreveu: "A construção lenta da música é implacável, sem nunca se tornar monótona ou sacrificar a liberação emocional tão crucial para esse estilo de música, sem mencionar que a dinâmica é impecável, com baterias intensas, paredes densas de som e gritos guturais estridentes que fazem seu sangue ferver." Wilson também descreveu a faixa do Bosse-de-Nage como "um uso quase perfeito de dinâmica e instrumentação," observando que "a banda não tem medo de se ramificar e utilizar uma variedade de instrumentos," apesar de permanecer mais próxima de suas raízes no black metal do que o Deafheaven.
Brandon Stosuy, do Pitchfork, descreveu o cover do Mogwai como "um encaixe perfeito para o Deafheaven, que domina bem assombrações prolongadas de post-rock."

## Lista de faixas
Side A: Deafheaven
1. "Punk Rock / Cody" (Mogwai cover) – 10:36

Side B: Bosse-de-Nage
1. "A Mimesis of Purpose" – 9:02

## Ficha técnica
Músicos adicionais
- Astrid J. Smith – violino e arranjos de cordas em "A Mimesis of Purpose"

Produção
- Deafheaven – produção em "Punk Rock / Cody"
- Jack Shirley – produção, gravação, mixagem e masterização em "Punk Rock / Cody"
- Justin Weis – gravação e mixagem em "A Mimesis of Purpose"